# Lukáš Grygar
Lukáš Grygar (* 12. dubna 1982 Praha) je český novinář, editor, překladatel a hudebník.

## Život
Jako novinář se zabývá především herní a hudební publicistikou. V roce 2002 začal přispívat do časopisu Level, později psal pro herní weby Hrej.cz a Games.cz. Moderoval též pořad Games TV, který vznikal ve spolupráci Games.cz a VOD platformy Stream. V současnosti moderuje na Radiu Wave herní pořad Quest, pro Radio 1 připravoval několik let pořad Vektor zaměřený na herní hudbu.
V letech 2012–2014 působil jako editor hudebního časopisu Full Moon. Jeho manželkou byla zakladatelka a dlouholetá šéfredaktorka tohoto časopisu Jana „Apačka“ Grygarová, která v roce 2015 zemřela při pádu do ledovcové trhliny během dovolené v Gruzii.
Hudbě se Grygar věnuje i aktivně. Je členem skupiny Pris, se kterou vydal dvě alba – Naše večery (2018) a Kopřivy (2020). Kromě toho má na kontě několik autorských desek. Coby zpěvák vystupoval s revivalem Davida Bowieho.
Od roku 2019 působil jako editor české mutace časopisu Forbes. V roce 2024 nastoupil na pozici hlavního editora zpravodajského webu Voxpot.
Věnuje se rovněž překládání z angličtiny. Jeho doménou jsou knihy s astronomickou a sci-fi tematikou. Za překlad série populárně-naučných knih Lucy a Stephena Hawkingových mu Česká astronomická společnost udělila v roce 2018 cenu Littera Astronomica. Při práci na překladu této série spolupracoval se svým otcem, astronomem Jiřím Grygarem.
Spolu s Václavem Pecháčkem připravuje podcast Tam a zase zpátky, který se zabývá literárním světem J. R. R. Tolkiena.
V roce 2024 moderoval s Apolenou Rychlíkovou slavnostní předávání cen na Mezinárodním festivalu dokumentárních filmů v Jihlavě.